# Zhejiangnese Yue-opera
Yue-opera (ook wel Shaoxing opera) is een van de vele Chinese opera's. De Zhejiangnese Yue-opera komt oorspronkelijk uit het gebied Shengzhou 嵊州. Het wordt voornamelijk gespeeld in Zhejiang, Shanghai, Zuid-Jiangsu, Oost-Anhui en andere gebieden waar veel mensen een van de Wu-dialecten spreken.
In 2009 werd de Yue-opera geplaatst op de Lijst van Meesterwerken van het Orale en Immateriële Erfgoed van de Mensheid van UNESCO.
Yue-opera werd oorspronkelijk alleen door mannen gespeeld. Zij vertolkten ook vrouwelijke rollen. Na 1949 speelden ook vrouwen opera. Yin Guifang, Zhu Shuizhao, Yuan Xuefen, Wang Wenjuan, Xu Yulan, Fan Ruijuan, Fu Quanxiang, Lu Jinhua, Jin Caifeng, Lü Ruiying, Zhang Yunxia, Zhang Guifeng en Xu Tianhong zijn bekende Yue-opera-spelers.

## Beroemde stukken uit de Zhejiangnese Yue-opera
- Hongloumeng 红楼梦 (Droom van de rode kamer)
- Liangshanboyuzhuyingtai 梁山伯与祝英台
- Xixiangji 西厢记